# Brazilské království
Brazilské království (portugalsky Reino de Brasil) bylo autonomní království existující v rámci Spojeného království Portugalska, Brazílie a Algarves v letech 1815–1822 (de facto již od roku 1808). Existovalo na území dnešní Brazílie.

## Historie
V říjnu 1807 po obsazení Lisabonu vojskem Napoleona Bonaparta uprchl portugalský regent princ Jan spolu se svou matkou královnou Marií I. a dvorem s asi 15 000 dvořany do tehdejší portugalské kolonie Brazílie. Po tomto přesunu královského rodu do Brazílie bylo učiněno zrovnoprávnění brazilské kolonie s Portugalským královstvím a bylo utvořeno Spojené království Portugalska, Brazílie a Algarves. Tehdejší (knížectví) kolonie Brazílie byla pro všechny důvody resp. možnost že Napoleon upevní své pozice povýšeno do hodnosti království, aby mohlo symbolizovat postavení portugalského královského rodu jako stále vládnoucího. Toto nově vytvořené Spojené království Portugalska, Brazílie a Algarves byl jednotný stát třech rovných celků, jehož panovník měl nový titul: král Spojeného království Portugalska, Brazílie a Algarves. Nařízení o vzniku vešlo v platnost 16. prosince 1815. Tím vzniklo autonomní a de facto nezávislé brazilské království, jehož králem se stal dosavadní portugalský král Jan VI.

### Nezávislost a vyhlášení císařství
Po Napoleonově pádu v roce zasedla v Portugalsku prozatímní vláda, která v roce 1820 vyzvala krále Jana VI. k návratu. Ten byl po svém příjezdu nucen uznat novou ústavu, která nastolila konstituční monarchii. Králův syn Dom Pedro zůstal v Brazílii a převzal v ní regentství a funkci místokrále.
Po návratu královské rodiny do Portugalska, v Lisabonu následně cortesy (lidové shromáždění) zrušily rovnoprávnost Portugalska a Brazílie a snažily se obnovit její koloniální status, což v Brazílii vedlo k hnutí za nezávislost, do jehož čela se postavil právě Dom Pedro, jenž byl vždy nakloněn liberálním myšlenkám. Dom Pedro nakonec vyhlásil nezávislost Brazilského království na Portugalsku a 12. října 1822 byl jako Pedro I. prohlášen císařem Brazílie. Titul císaře namísto krále, měl zdůraznit rozmanitost Brazílie a částečně emulovat Napoleona, jako liberála a revolucionáře, čímž Spojené království Portugalska, Brazílie a Algarves zaniklo, ovšem k nechuti Lisabonské vlády a parlamentu nezávislostí Brazílie.

## Brazilští králové
Dynastie Braganza:
- Marie I. - (1815-1816)
- Jan I. - (1816-1822)
  - regent syn princ Petr - pozdější brazilský císař Petr I. (a portugalský král Petr IV.)

## Symbolika

vlajka:
1815–1822
18. září – 1. prosince 1822
De facto královská vlajka